# تريسي لي
تريسي لي (بالإنجليزية: Tracy Li)‏ هي راقصة باليه جنوب أفريقية، ولدت في 1972 في هونغ كونغ في الصين.